# Sierra Negra
De Sierra Negra (Nahuatl: Atlitzin) is een stratovulkaan in Mexico. De vulkaan is met 4580 meter de op vier na hoogste vulkaan van het land, hoewel hij volgens sommige metingen hoger is dan de Nevado de Toluca en volgens die metingen de op drie na hoogste.
De Sierra Negra ligt even ten zuiden van de Piek van Orizaba, de hoogste berg van Mexico, waarmee hij een dubbelvulkaan vormt. Hierdoor is de berg niet zo bekend, zelfs niet in Mexico, en hij komt dan ook vaak niet voor op lijstjes van de hoogste bergen in Mexico. In het Orizaba Nahuatl, dat door de Nahuabevolking in de omgeving van de vulkaan wordt gesproken, wordt de Sierra Negra de Istaktepetl ikni genoemd, wat 'broer van de witte berg' betekent.

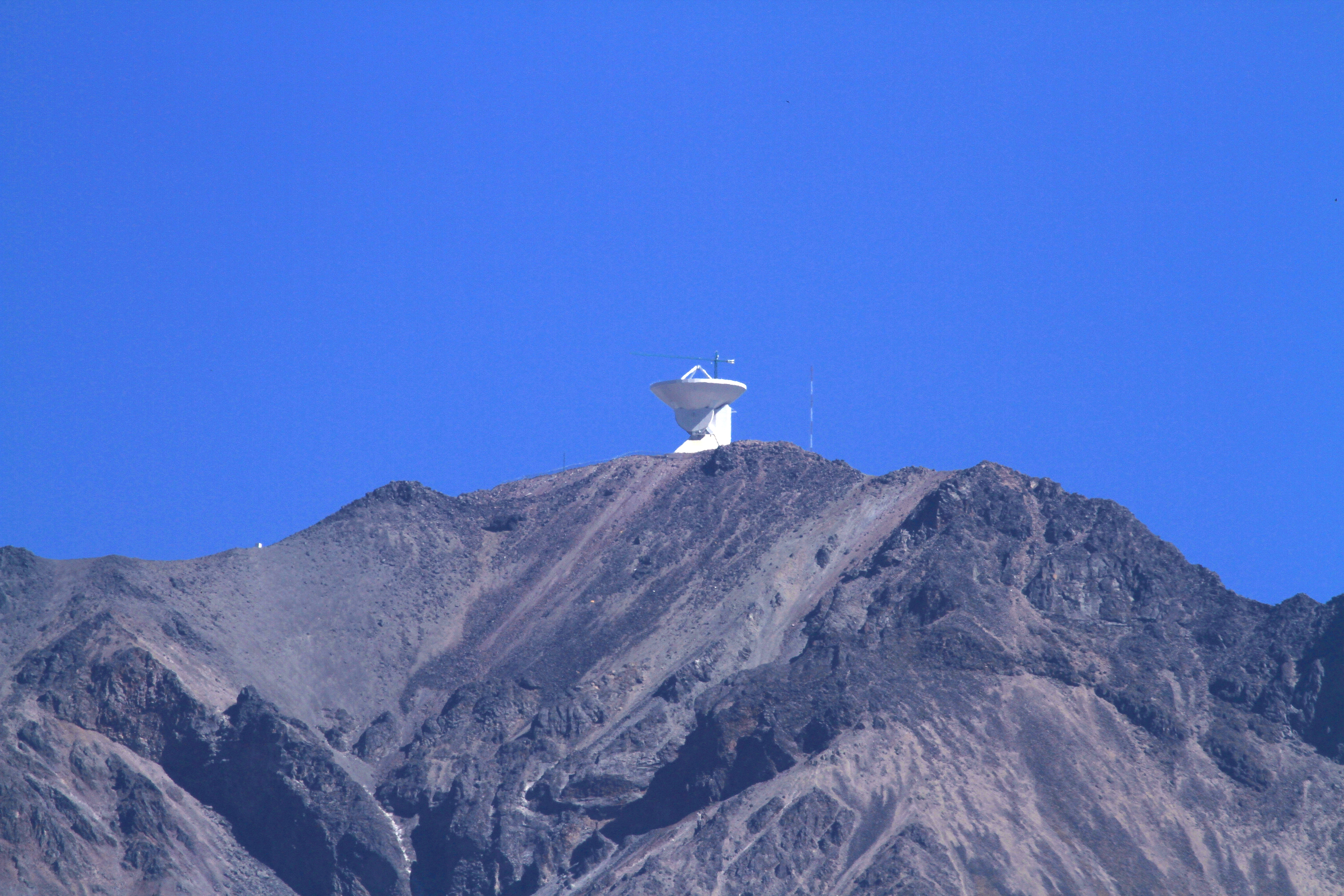
De Sierra Negra met de Gran Telescopio Milimétrico

Op de top van de Sierra Negra bevindt zich de Grote Millimetertelescoop, een van 's werelds grootste telescopen. Van de weg die naar de telescoop leidt wordt gezegd dat het de hoogstgelegen weg van Noord-Amerika is.